# Objetiva grande-angular

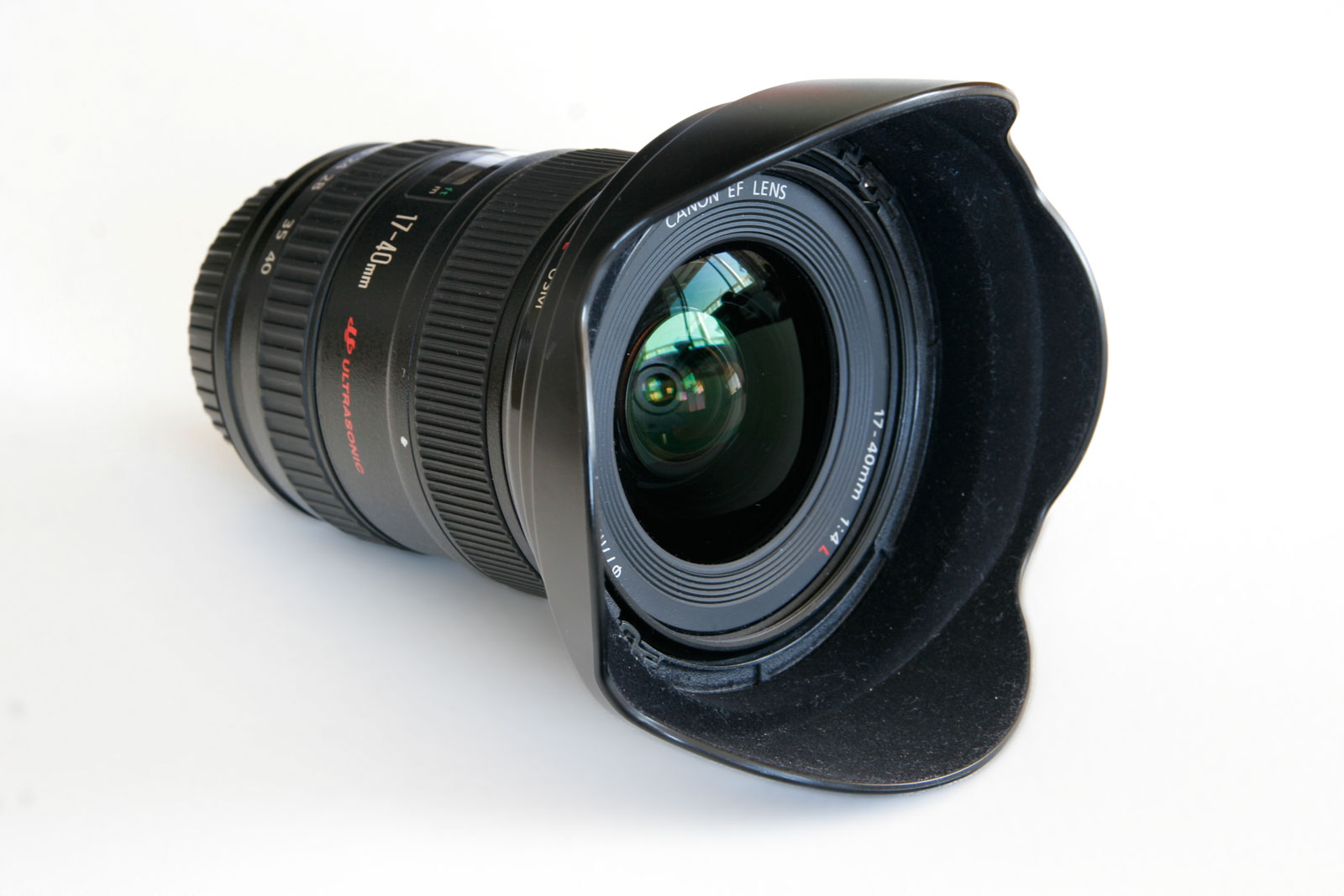
Uma das objetivas grande-angular mais populares da Canon - 17-40 mm f/4 L lente de zoom retrofoco.

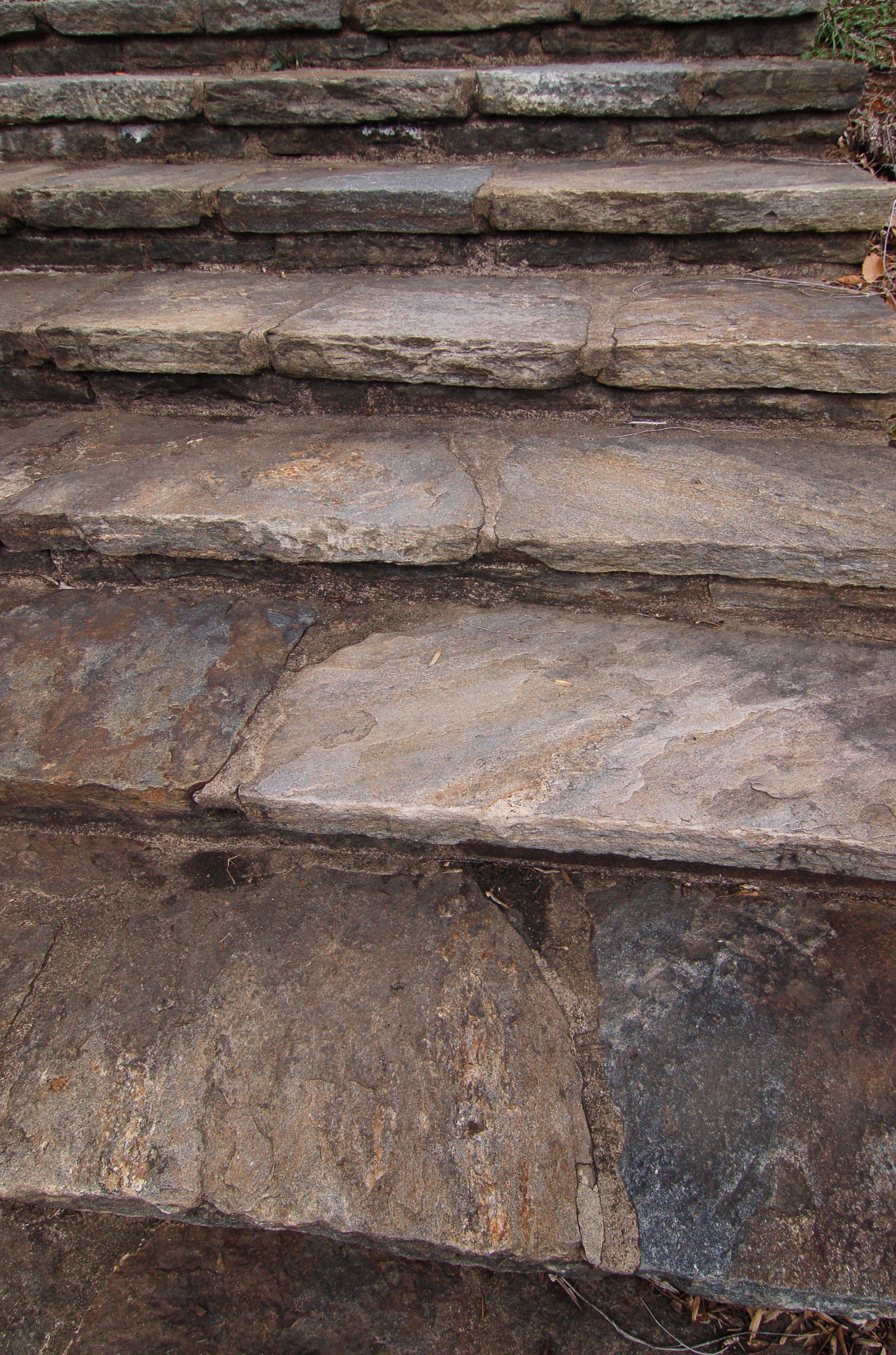
Uma fotografia tirada por uma grande-angular de uma escadaria mostrando a distorção perspectiva devido à distância à qual a imagem é capturada. Os degraus da frente aparecem com a ponta para frente.

Do ponto de vista de design, uma objetiva grande-angular (ou lente grande-angular) é aquela que projeta um círculo de imagem maior do que seria o comum para uma objetiva de design padrão de mesma distância focal. Isto permite grandes inclinações e movimentos de deslocamento com uma câmera ou lentes com um campo amplo de visão.
Mais informalmente, em fotografia e cinematografia, uma objetiva grande-angular refere-se a uma lente cuja distância focal é substancialmente menor que a distância focal de uma objetiva normal para o tamanho da imagem produzido pela câmera, se ele for ditado pelas dimensões do quadro da imagem no filme, para câmeras com filme (formato de filme), ou pelas dimensões do fotosensor, para câmeras digitais.
Por convenção, na fotografia, as objetivas normais para um formato particular possuem uma distância focal aproximadamente igual à distância da diagonal do quadro da imagem ou do fotosensor digital. Em cinematografia, uma lente um pouco mais longa é considerada "normal".
Há uma fórmula simples para se calcular o ângulo de visão de qualquer lente que produza uma imagem retilínea. Além de prover um ângulo de visão mais amplo, a imagem produzida por uma lente grande-angular é mais suscetível à distorção perspectiva do que aquela produzida por uma objetiva normal, pois elas tendem a ser usadas mais próximas do objeto.

## Características
Lentes mais longas ampliam mais o objeto, comprimindo aparentemente a distância (quando focada no primeiro plano) desfocando o plano de fundo por causa da sua baixa profundidade de campo. Lentes mais amplas tendem a ampliar a distância entre objetos, permitindo uma maior profundidade de campo.
Outro resultado de utilizar uma lente grande-angular é uma aparente distorção perspectiva maior quando a câmera não estiver alinhada perpendicularmente com o objeto: linhas paralelas convergem na mesma proporção que uma objetiva normal, mas convergem mais devido ao campo total mais amplo.
As objectivas com distancia focal entre 40 a 50mm são consideradas normais, e abaixo de 35mm são tidas como grande angular por formarem imagem com angulo maior que as objectivas de maior distancia focal.
Existem objectivas grande angular de distancia fixa, bem como grande angular de distancia variável e sempre abaixo de 40 mm e são qualificadas de grande angular zoom, como exemplo a 17-24mm ou 24-25mm. 
Abaixo de 20mm temos as super wide angle ou sejam super grande angular.
Este tipo de objetiva, grande angular, tem a característica de causar deformação às imagens devido a possibilidade de aproximação do objectivo.
Na gama de grande angular temos as objetivas fish eye ou sejam olho de peixe, com distancias focais abaixo de 15 mm e angulo de 360 que produzem efeitos espectaculares nas fotografias com elas tomadas. 
As objectivas são dispositivos ópticos e os mais importantes acessórios fotográficos ou cinematográficos porque deles depende o recorte da imagem ou seja a definição da foto.
Canon, Chinon, Asahi Optical Corporation, Ricoh, Minolta, Zenza Bronica, Nippon Kogaku, Miranda 